# Eftimie Murgu (gmina)
Gmina Eftime Murgu (do 1970: Rudăria) – gmina w okręgu Caraș-Severin w zachodniej Rumunii. Zamieszkuje ją 1822 osób. W skład gminy wchodzi tylko jedna miejscowość Eftime Murgu. Jednostka administracyjna została nazwana tak na pamiątkę Eftimie Murgu, uczestnika Wiosny Ludów, który się tu urodził.